# 扇蕨
扇蕨（学名：Neocheiropteris palmatopedata）为水龙骨科扇蕨属下的一个种。

## 扩展阅读
- 維基物種上的相關：扇蕨